# Городок (Скворцовское сельское поселение)
Городок — деревня в Торопецком районе Тверской области России. Входит в состав Скворцовского сельского поселения.

## География
Деревня расположена в юго-западной части района. Расстояние до города Торопец составляет 24 километра, до деревни Скворцово — 5,5 километров. К северо-востоку находится маленькое озеро Городокское (длина около 600 метров).
Климат
Деревня, как и весь район, относится к умеренному поясу северного полушария и находится в области переходного климата от океанического к материковому. Лето с температурным режимом +15…+20 °С (днём +20…+25 °С), зима умеренно-морозная −10…−15 °С; при вторжении арктических воздушных масс до −30…-40 °С.
Среднегодовая скорость ветра 3,5—4,2 метра в секунду.

## История
Впервые населённый пункт упоминается на топографической карте Фёдора Шуберта 1870—1915 годов.
На карте РККА 1923—1941 годов обозначена деревня Городок. Имела 11 дворов.

## Население
| 2010 |
| ---- |
| 0    |

По данным переписи 2002 года, в деревне проживало 4 человека.
Национальный состав
Согласно результатам переписи 2002 года русские составляли 100 % населения деревни.